# Parthische stijl
De Parthische stijl is een bouwstijl (sabk), behorend tot de Iraanse historische architectuur. 
Deze stijl binnen de Perzische architectuur omvat ontwerpen uit de tijdperken van de Seleuciden (310-140 voor Christus), Parthen (247 voor Christus - 224 na Christus) en Sassaniden (224-651 na Christus). Het hoogtepunt in ontwikkeling bereikte de stijl tijdens de Sassanidische periode.

## Voorbeelden
Voorbeelden van deze stijl zijn Ghal'eh Dokhtar, de Parthische hoofdstad Nisa, de Tempel van Anahita, Khorheh, Hatra, Ctesiphon, Bishapur, en het Paleis van Ardashir.